# Luis Biera
Luis Alberto Biera (nascido em 25 de dezembro de 1958) é um ex-ciclista olímpico argentino. Biera representou sua nação na prova de estrada individual nos Jogos Olímpicos de Verão de 1984, em Los Angeles.